# Mohamed Ofkir
Mohamed Ofkir (sinh 4 tháng 8 năm 1996) là một tiền vệ bóng đá Na Uy thi đấu cho Sporting Lokeren.

## Sự nghiệp chuyên nghiệp
Anh khởi đầu sự nghiệp trẻ ở Rommen SK, trước khi gia nhập đội trẻ Lillestrøm. Anh ra mắt đội một trong trận giao hữu năm 2014, thậm chí ghi một bàn thắng. Anh ra mắt tại Giải bóng đá ngoại hạng Na Uy vào tháng 4 năm 2015 trước Aalesund.
Trong kỳ chuyển nhượng mùa đông 2017, huấn luyện viên cũ của anh tại Lilleström SK, Runar Kristinsson ký hợp đồng anh với câu lạc bộ Bỉ Sporting Lokeren, với thời hạn 2,5 năm.

## Cuộc sống cá nhân
Ofkir là người gốc Maroc.

## Thống kê sự nghiệp
Tính đến 25 tháng 9 năm 2016
| Mùa giải            | Câu lạc bộ          | Hạng đấu            | Giải vô địch | Giải vô địch | Cúp  | Cúp       | Tổng | Tổng      |
| Mùa giải            | Câu lạc bộ          | Hạng đấu            | Trận         | Bàn thắng    | Trận | Bàn thắng | Trận | Bàn thắng |
| ------------------- | ------------------- | ------------------- | ------------ | ------------ | ---- | --------- | ---- | --------- |
| Lillestrøm          | Tippeligaen         | 2015                | 12           | 0            | 0    | 0         | 12   | 0         |
| Lillestrøm          | Tippeligaen         | 2016                | 21           | 3            | 3    | 1         | 24   | 4         |
| Tổng cộng sự nghiệp | Tổng cộng sự nghiệp | Tổng cộng sự nghiệp | 33           | 3            | 3    | 1         | 36   | 4         |